# Какены

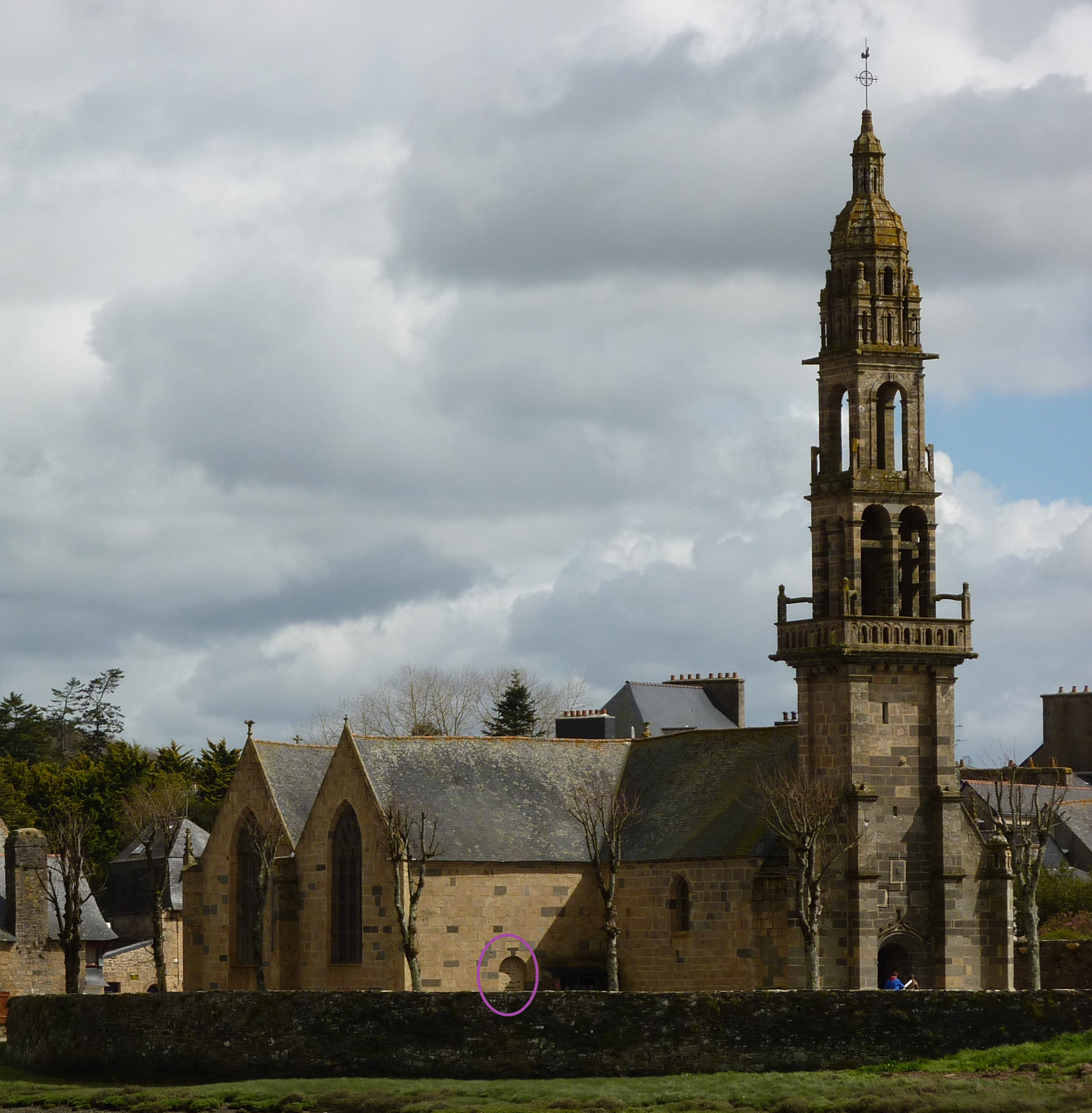
Старинная церковь Сен-Совер в Бретани с отдельной боковой дверью для какенов (обведена кружочком на фотографии; ныне замурована).

Какины, какены (фр. Caquins, caqueх) или какузы (бретонск. kakouz) — эндогамная сословно-профессиональная («кастовая») группа «неприкасаемых», проживавшая в исторической области Бретань в Средневековье и Раннее Новое время.
По многим признакам, какузы были сходны с каготами юго-западной Франции, однако, в отличие от каготов, являлись, как и окружающее их не-какузское население, этническими бретонцами, говорившими на бретонском языке, относящемся к кельтской ветви индоевропейской языковой семьи.
Разрешённые в герцогстве Бретань для какузов профессии к XV столетию ограничивались двумя: изготовлением пеньковых верёвок и канатов (в том числе, корабельных), а также рубкой леса и деревообработкой с целью изготовления бочек и деревянного сельхозинвентаря (маслобоек, мерных бушелей для зерна и проч.). В 1475 году какузам была запрещена и эта вторая профессия, и с тех пор они были известны исключительно, как верёвочные и канатные мастера.

## Социальное положение
Население Бретани испытывало крайнюю неприязнь к какузам. Ограничения, налагаемые на какузов во многом были похожи на таковые для неприкасаемых (далитов) в Индии. Какузам было запрещено вступать в браки или сексуальные контакты с не-какузами, черпать воду из общих колодцев, прикасаться к продуктам питания, предназначенным для не-какузов (в частности, на рынках или в лавках).
В некоторых населённых пунктах какузы имели свои часовни. Если в деревне, где проживали какузы и не-какузы, церковь была общей, то какузы должны были входить в неё последними, зачастую через отдельную дверь для какузов, и располагаться позади всех прочих верующих. Для какузов в церкви предназначалась отдельная чаша со святой водой, а хоронили их на отдельных кладбищах.

## Экономическое положение
Несмотря на всё это, какузы имели ряд экономических привилегий. Они платили гораздо меньше налогов, чем обычные бретонские крестьяне, и были освобождены от многих повинностей. Практически полная монополия какузов на изготовление пеньковых верёвок во всей Бретани, особенно в то время, когда бретонские порты превратились в базы французского парусного военно-морского флота, позволила некоторым из них к середине XVII столетия стать обеспеченными и иногда даже зажиточными людьми.

## Юридическое положение

### В Герцогстве Бретань

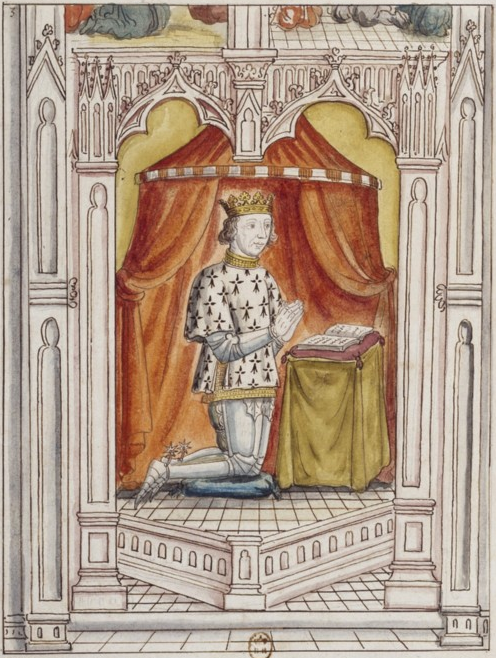
Герцог Бретонский в 1458—1488 годах Франциск II де Монфор, указы которого об усилении сегрегации какузов поставили это меньшинство на грань нищеты.

Первые сохранившиеся упоминания о какенах относятся к началу XV столетия, однако, поскольку они в это период упоминаются, как нечто тривиальное, то надо полагать, что к этому времени какены в качестве обособленной группы существовали уже довольно давно.
В XV веке, когда Герцогством Бретань управлял дом де Монфор, сменявшие друг друга на престоле герцоги Жан VI, Пьер II и Франциск II издавали законы, в которых поддерживалась и предписывалась дискриминация какузов.
Так, указ Пьера II от 1456 года начинался с напоминания, что какузы должны «жить за счет ремесла по изготовлению веревок, деревообработки, и других (подобных) работ…». Далее герцог обвинял какузов в «аренде земельных наделов и пахоте на них, а также в публичной торговле несколькими товарами, помимо тех, которые им дозволено изготовлять, за счёт которой они значительно обогащаются…». Обогащение какузов на торговле, по неясным причинам, раздражало герцога, однако, в том же указе он освободил какузов от части налогов, при условии, что они будут заниматься исключительно теми ремёслами, которые для них разрешены.
В 1475 году герцог Франциск II издал указ, запрещавший какенам «выходить из дому или путешествовать без (опознавательного) знака (в виде лоскута) красной ткани (закреплённого) на одежде, (которой позволит другим) узнать их, чтобы избежать опасностей и неудобств, которые, вероятно, могут случиться со здоровыми (!) людьми (при столкновении с неузнанными какузами), а также торговать маслом, перьями, скотом и другими товарами, за исключением торговли пенькой; а также не заниматься земледелием нигде, кроме своих собственных наделов».
Указ Франциска, строго исполнявшийся, вверг какузов в полную нищету, и они вынуждены были прибегнуть к бродяжничеству и попрошайничеству, поэтому два года спустя Франциск несколько смягчил формулировки указа, разрешив безземельным какузам обработку наделов, принадлежащих не-какузам (в качестве батраков или арендаторов).

### В Королевстве Франция и позднее
В XVII веке в эпоху централизации власти во Франции, когда полный контроль над Бретанью перешёл в руки французского короля, присланные из Парижа эмиссары, столкнувшись с феноменом дискриминации какенов, справедливо сочли его бессмысленным предрассудком, противоречащим королевским указам и учению католической церкви, и повели с ним решительную борьбу. К своему удивлению, в этой борьбе они столкнулись с ожесточённым сопротивлением местных жителей не-какенов.
В середине XVII века парламент (судебный орган) Ренна разрешил хоронить какузов на общих кладбищах. Однако, когда в мае 1647 года в Сен-Бриё (крупный город, морской порт и центр католической епархии) скончавшийся какен (верующий католик) был похоронен на приходском кладбище, толпа местных жителей выкопала и выбросила труп, объяснив это тем, что «похороненный «принадлежал к расе (!) какенов».
В 1687 году в Плювинье похоронная процессия какузов, направлявшаяся на общее приходское кладбище была закидана камнями местными жителями не-какузами, причём несколько человек было ранено. Какузов не спасло даже то, что процессию специально для такого случая сопровождал королевский чиновник, который был атакован вместе с какузами и вынужден был бежать. После этого жители села подобрали тело скончавшегося какуза и выбросили его за околицей на съедение псам.
Правительство расценило произошедшее, как нападение на государственного чиновника, и направило в Плювинье для разбирательство должностное лицо более высокого ранга (сенешаля Оре) с вооружённой свитой. Однако, и сенешаль Оре был атакован в Плювинье толпой крестьян. Под градом камней, сенешаль и его свита были вынужден запереться в приходской церкви, и смогли покинуть её только после того, как начали стрелять из окон из мушкетов в воздух, поверх голов разбушевавшейся  толпы, в которой, согласно отчёту сенешаля, наряду с мужчинами, было много женщин, выкрикивавших грубые оскорбления в адрес чиновников, укрывавшего их священника и даже его величества короля.
По результатам проведённого суда над бунтовщиками, протестовавшими против отмены сегрегации какузов, двое из участников нападения на сенешаля были казнены, ещё  двое приговорённых к казни бежали заранее, а двое были сосланы, а их имущество конфисковано.
В Плерене в 1690 году толпа дважды (!) выкапывала тело первого какена, похороненного на общем приходском кладбище, и ещё два раза, взломав двери, выносила гроб из церкви в ночное время; после четвёртого по счёту нападения труп исчез. По решению королевского суда, зачинщиков беспорядков (в основном, молодых крестьян) три дня подряд пороли на трёх площадях ближайшего города (Сен-Бриё) в дни большой ярмарки, а затем изгнали из епархии навсегда, запретив возвращаться..
Начиная с XVIII столетия предрассудки против какенов в Бретани, более не встречая поддержки власти, пошли на спад, однако на бытовом уровне негативное отношение к ним сохранялось еще очень долгое время (как и профессия, которой они занимались).

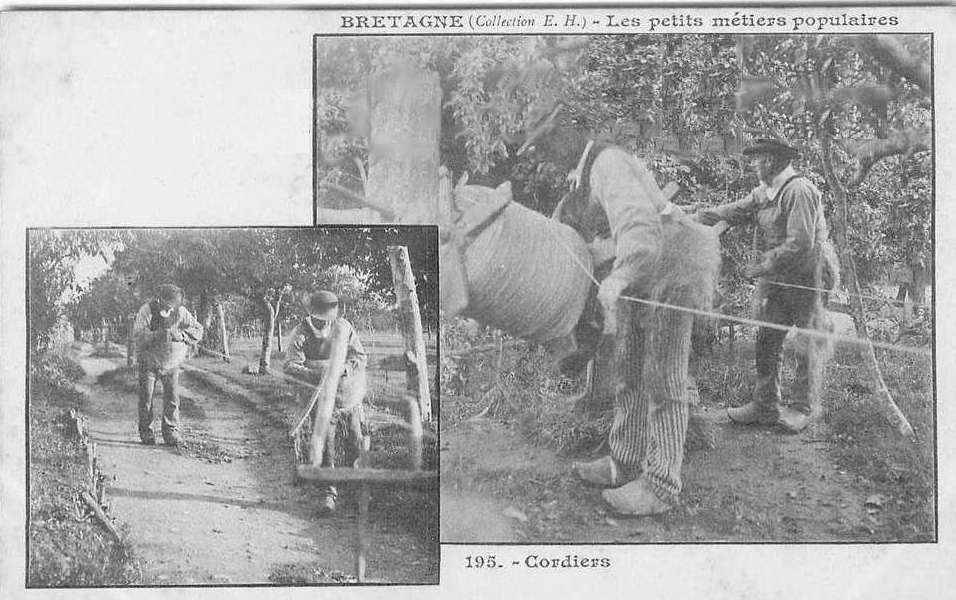
Бретонские изготовители пеньковых верёвок за работой. Почтовая открытка начала XX века. Дискриминация какенов, законодательно запрещённая столетия назад, в те дни всё ещё продолжалась в отдалённых уголках Бретани.

Согласно Французской Энциклопедии Дидро и Д’Аламбера, отражавшей взгляд на ситуацию французских просветителей, которые сами еще не полностью освободились от предрассудков, искоренением которых занимались, «каке (caqueх) — род секты (!), к которой бретонцы, среди которых она образовалась, относились с крайним отвращением, как к остаткам евреев (!!), зараженных проказой (!!!). Все каке занимались ремеслом канатоделов, и им было более или менее запрещено заниматься чем-либо другим: общественная ненависть и предрассудки ставили их в один ряд с каготами. Светская и духовная власть прилагали усилия, чтобы искоренить предрассудки народа (против каке) и восстановить в правах людей, которые (ремесленные занятия которых?) способствовали выгоде (властей), но эти усилия долгое время оставались безрезультатными».
По состоянию на 1832 год, в посёлке Маруэ поблизости от всё того же Сен-Бриё какенов всё еще продолжали хоронить на отдельном кладбище. Около 1900 года в Плуинеке принадлежность к семье изготовителей канатов все еще является препятствием для хорошего брака. Жерар Сиссе в своем исследовании «Прокаженные и какузы Кийлимерьена»,  деревушки, прилегающей к небольшому городу Сен-Ренану, собрал свидетельства, которые доказывают, что вплоть до начала 1960-х годов жители Сен-Ренана избегали общения с жителями Кийлимерьена, большинство из которых были потомками канатных мастеров.

## Расселение и численность
В XVII веке какены в Бретани были, в сущности, довольно немногочисленны. В епархии Сен-Бриё поселения какенов — какинерии имелись в 25 населённых пунктах, при этом во многих какинериях проживало всего 4-5 семей. Сумма налога, взымавшегося со всех какенов епархии, позволяет предположить что всего в юрисдикции епископа Сен-Бриё находилось менее 150 семей какенов (по консервативным оценкам, около 60).
Численность какузов в других епархиях неизвестна, но они всюду были гораздо более малочисленны, чем каготы, которые в некоторых местах своего проживания составляли около 10% населения.
Типичная какинерия располагалась на наименее престижной окраине села. «Компанию» ей составляли скотобойня и лепрозорий (в ряде случаев, какинерия непосредственно занимала место упразднённого лепрозория). Обязательным атрибутом сельской какинерии был отдельный общественный источник («фонтан какенов»). Несмотря на малочисленность населения каждой какинерии, в большинстве из них имелись свои кладбища, а в некоторых — часовни.
Несмотря на всеобщую нетерпимость и сегрегацию, какены, по всей вероятности, пользовались свободой передвижения. По крайней мере, типичными были браки, заключаемые между какенами разных общин.

## Причины явления
Обращает на себя внимание, что феномен какенов существовал исключительно на территориях, населённых бретонцами (в отчётах сенешаля Оре особо отмечается, что атаковавшие их крестьяне разговаривали на бретонском языке). Местные, или, по крайней мере, укоренённые в местных традициях духовные и светские сеньоры были склонны поддерживать дискриминацию какузов, тогда как собственно этнические французы (чиновники и священники) полагали её противозаконной и не понимали её причин. Так, в уже упоминавшемся Плювинье, священник, согласившийся похоронить какуза на общем кладбище, был французом («чужаком», в терминологии крестьян). Священники местного происхождения, например, настоятель церкви Сен-Карадек в Энбоне в 1679 году, нередко отказывались хоронить какузов на общих кладбищах даже вопреки правительственным указам.
Аналогичным образом, феномен каготов, существовал на землях, изначально населённых басками, но, в конечном итоге, «успешно пережил» смену языка и культуры жителей с баскской на французскую на соответствующих территориях.
Местные жители Бретани были уверены, что какузы больны некоей заразной болезнью (чаще всего речь шла о проказе), поэтому им необходимо соблюдать «социальную дистанцию» от остального населения. Однако, последние на сегодняшний день случаи проказы были зафиксированы в Бретани в самом начале XVI века, а описанные выше случаи в Сен-Бриё и Плювинье происходили почти полстолетия спустя. Главным, однако, было то, что французские официальные лица, знакомые с проказой, не замечали у встреченных ими какузов никаких её признаков, тогда как бретонцы продолжали настаивать на том, что какузы больны.
Ещё одно возражение состоит в том, что проказа, поражая кожу и деформируя руки, делает практически невозможным занятие ремеслом по изготовлению верёвок, которое требует развитой мелкой моторики и которое было для какузов традиционным.
Фактом является только то, что в эпоху дискриминации какузов, многие из них проживали на окраинах деревень на изолированных выселках, построенных там, где раньше находились лепрозории.
Ни в религиозном, ни в лингвистическом отношении какузы не отличались от основной массы населения. Они был католиками и говорили на бретонском языке. Достаточно благожелательное отношение к какузам церковных властей за пределами Бретани (в Париже и Риме) как раз и было вызвано тем, что их никогда не обвиняли в ереси или в отходе от норм католицизма. И, хотя это может показаться почти удивительным, их также не обвиняли и в колдовстве; вместо этого сторонники сегрегации настаивали, что какузы страдают от «скрытой проказы» — аргумент, не встретивший понимания ни у королевской власти, ни у врачей. Попытки связать происхождение какузов с цыганами, евреями, или иными не-бретонскими религиозными или этническими группами (в том числе экзотическими, такими, как сарацины), за недостатком аргументов, провалились.